# محمد امجيد
محمد امجيد (14 أبريل 1916 - 20 مارس 2014) هو سياسي مغربي ورئيس الاتحاد الملكي المغربي لكرة المضرب.

## حياته
كان محمد امجيد في شبابه مناضلا في الحركة الوطنية مع عدد من الوطنيين الذين رفضوا الخنوع لإرادة الاستعمار الفرنسي، حيث اعتقل وسجن في معتقل أغبالو نكردوس، وبعد الاستقلال أصبح ناشطًا في السياسة والمنظمات غير الحكومية، التحق بحزب الاستقلال وهو في سن مبكرة، ثم انتقل بعد ذلك إلى حزب التجمع الوطني للأحرار، وفي عام 1964 تم تعيينه رئيسًا لاتحاد كرة المضرب، وهو المنصب الذي شغله حتى عام 2009، كما انتخب نائباً عن مدينة آسفي كجزء من حزب التجمع الوطني للأحرار.
في 20 مارس 2014، توفي في مستشفى بالرباط ودفن في الدار البيضاء، وحضر جنازته شخصيات بارزة مثل فؤاد عالي الهمة والأمير رشيد شقيق محمد السادس.